# جينيفيلييه
 جينيفيلييه، (بالفرنسية: Gennevilliers)‏، (نطق:vnvilje)، هي بلدية فرنسية في الضواحي الشمالية الغربية لباريس، في إقليم أوت دو سين بفرنسا. تقع على بعد 9.1 كم (5.7 ميل) من وسط باريس.

## توأمة
لجينيفيرس اتفاقيات توأمة مع كل من:
- برغكامن
- البيرة
- إيمولا

## أعلام
- برونو لورو
- أنتوني لانجيلا
- ريمي لانج
- ديفيد نغوغ
- رشدي زيم
- غوستاف كاييبوت